# Trnava (Novi Pazar)
Trnava (Servisch cyrillisch Трнава) is een plaats in de Servische gemeente Novi Pazar. De plaats telt 694 inwoners (2002).